# Basildon
Basildon er en by i Basildon-distriktet, Essex, England, med et indbyggertal (pr. 2015) på 112.793. Distriktet har et befolkningstal på 183.378 (pr. 2015). Byen ligger 40 km fra London. Den nævnes i Domesday Book fra 1086, hvor den kaldes Be(r)lesduna.